# Grapsus
Grapsus (лат.) — род длинноногих крабов. Grapsus — современная латинская мидицикация греческого слова grapsaios, означающего «краб».
Длина карапакса от 1,971 (Grapsus granulosus) до 8 (Grapsus tenuicrustatus). Обитают в Тихом, Индийском и Атлантическом океанах. Прибрежные донные животные, способные выходить на берег, встречаются от тропических до субтропических вод, на глубине от 0 до 6 м. Они безвредны для человека (только Grapsus albolineatus вызывает отравление при употреблении в пищу), их охранный статус не оценивался, объектами промысла не являются (кроме Grapsus tenuicrustatus).

## Виды
Род включает следующие виды:
- Grapsus albolineatus Latreille in Milbert, 1812
- Grapsus adscensionis (Osbeck, 1765)
- Grapsus fourmanoiri Crosnier, 1965
- Grapsus grapsus (Linnaeus, 1758)
- Grapsus granulosus H. Milne-Edwards, 1853
- Grapsus intermedius De Man, 1888
- Grapsus longitarsus Dana, 1851
- Grapsus tenuicrustatus (Herbst, 1783)

## Иллюстрации
- Grapsus adscensionis
- Grapsus albolineatus
- Grapsus tenuicrustatus